# 酒田屋
酒田屋（さかたや、生没年不詳）とは江戸時代の江戸の地本問屋。

## 来歴
本間屋とも号す。天和から享保年間にかけて江戸の葺屋町おやぢ橋において地本問屋を営業している。草紙問屋として菱川師宣の絵本を出版している。

## 作品
- 菱川師宣 『狂歌旅枕』 野々村信武詠 天和2年（1682年）
- 菱川師宣 『西行和歌修行』 天和2年